# Emil Sonnemann
Emil Sonnemann (* 25. März 1869 in Peine; † 2. Januar 1950 in Bremen) war ein deutscher Pädagoge, Redakteur und Direktor einer Strafanstalt.

## Biografie
Sonnemann kam aus ärmlichen Verhältnissen. Er wurde als begabter Jugendlicher gefördert und besuchte nach der Volksschule die Präparandenanstalt in Diepholz – als untere Stufe der Volksschullehrerausbildung – und dann das Lehrerseminar in Hannover. Er war danach in den 1890er Jahren als Lehrer in verschiedenen Orten (u. a. Moringen, Solingen, Erichsburg) tätig. Als er einen Vortrag über die biologische Evolutionstheorie vom Darwinismus hielt, wurde er entlassen. 1896 konnte er eine Hauslehrerstelle in der Strafanstalt Oslebshausen in Bremen finden.
Sonnemann wechselte 1898 in den bremischen Schuldienst und war an den Schulen Elisabethstraße und der Elsflether Straße in Walle beschäftigt. Um diese Zeit trat er in die SPD ein. Er war ehrenamtlicher Schriftleiter bei dem schulpolitischen Kampfblatt Roland. Dem damaligen Staat stand er sehr kritisch gegenüber, und er setzte sich für eine religionsfreie Schule ein. Durch viele Vorträge, vor allem in SPD-Kreisen und bei der sozialistischen Jugend, wurde er bekannt. Unter seinem Pseudonym Jürgen Brand schrieb er Erzählungen, Gedichte und reformpädagogische Aufsätze. Michael Englert schuf später aus seinen Versen Hymnen der Arbeiterjugendbewegung wie das Kinderfreundelied Wir sind jung, die Welt ist offen oder Wenn die Arbeitszeit zu Ende. Aber es gab deshalb auch mehrere Konflikte mit der Schulbehörde: 1910 wurde er vorübergehend suspendiert und 1913 aus dem Schuldienst entlassen.
Seit 1913 arbeitete Sonnemann für die Redaktion der sozialdemokratische Bremer Bürger-Zeitung. Im Ersten Weltkrieg wurde er 1916 Chefredakteur der Zeitung. 1919 konnte er wieder in den bremischen Schuldienst eintreten. 1919/20 war er Mitglied der verfassungsgebenden Bremer Nationalversammlung und er war für sie auch ihr Archivar.
Am 10. Oktober 1919 erhielt er die Ernennung zum Direktor der Strafanstalt Oslebshausen in Bremen-Oslebshausen. Er hatte für diese Aufgabe keine Vorbildung. In dieser reformorientierten Zeit empfand er sich gegenüber den Gefangenen mehr als pädagogischer Helfer, denn als Leiter.
1933 wurde Sonnemann von den Nationalsozialisten entlassen. Nach dem Zweiten Weltkrieg war er von 1945 bis 1946 noch einmal Direktor der Strafanstalt Oslebshausen. Sein Hobby galt der Natur und der Ornithologie.

### Ehrungen
Die Sonnemannstraße in Bremen-Oslebshausen wurde 1952 nach ihm benannt.

## Werke
- als Jürgen Brand: Briefe aus der Heide an meine jungen Freunde. Vorwärtsverlag, Berlin 1907.
- als Jürgen Brand: Das heilige Feuer – gesammelte Erzählungen, Aufsätze, Gedichte für die arbeitende Jugend. Dietz, Stuttgart 1913.
- Emil Sonnemann: Ulenbrook. Briefe aus d. Heide an meine jungen Freunde. Verlagsbuchhandlung Vorwärts, Singer 1913.
- Emil Sonnemann: Gerd Wullenweber, die Geschichte eines jungen Arbeiters. Dietz, Stuttgart 1915.
- als Jürgen Brand: Wir sind jung... ! Gedichte. Arbeiterjugend-Verlag, Berlin 1924.
- als Jürgen Brandt: Eine Reise nach Island und den Westmännerinseln. Reisebriefe und Tagebuchblätter. Dietz, Stuttgart 1924.
- Emil Sonnemann und Kurt Gentz: Mit Kajak und Kamera: Vögel der Sumpflandschaft, an Seen, Teichen und Flüssen, in der Heide, Moor und Wald. Dresden 1949